# Roger (Worcester)
Roger (* um 1134; † 9. August 1179 im Kloster Marmoutier) war ein anglonormannischer Geistlicher. Ab 1163 war er Bischof von Worcester. Er gilt als einer der angesehensten Bischöfe während der Herrschaft von König Heinrich II.

## Herkunft und Aufstieg zum Bischof
Roger war der jüngste Sohn von Robert, 1. Earl of Gloucester, einem unehelichen Sohn von König Heinrich I., und dessen Frau Mabel. Das Geburtsjahr von Robert ist nicht überliefert, aber er war fast so alt wie sein 1133 geborener Cousin Heinrich Plantagenet, der spätere König Heinrich II., der von etwa 1142 bis 1144 bei Rogers Vater aufwuchs. Als jüngerer Sohn war Roger früh für eine geistliche Laufbahn vorgesehen. Als Jugendlicher besuchte er eine Schule in Paris, wo Robert de Melun, der spätere Bischof von Hereford, zu seinen Lehrern gehörte. Aus Rogers Zeit in Paris stammten wohl auch seine Kontakte zur Abtei St. Victor. Durch den Einfluss seines Vaters wurde er im März 1163 zum Bischof der Diözese Worcester gewählt. Im Mai besuchte er das Konzil von Tours, doch erst am 23. August 1164 wurde er zum Bischof geweiht. Vermutlich war der Grund hierfür, dass er erst dann das nach kanonischem Recht vorgeschriebene Mindestalter von 30 Jahren erreicht hatte.

## Bischof von Worcester

### Rolle im Konflikt des Königs mit Thomas Becket
Der Beginn von Rogers Amtszeit war geprägt durch den Konflikt zwischen König Heinrich II. und Erzbischof Thomas Becket von Canterbury, die sich über die Frage der zuständigen Gerichtsbarkeit für Straftaten von Geistlichen überworfen hatten. Obwohl Roger sonst keine Konflikte scheute und er mit dem König verwandt war, ergriff er in dem langen, erbittert geführten Konflikt für keine Seite eindeutig Partei. Dabei soll ein Fall aus seiner Diözese zum Bruch zwischen dem König und dem Erzbischof geführt haben, als sich auf Anweisung Beckets Roger geweigert haben soll, einen des Mordes bezichtigten Geistlichen den königlichen Richtern zu überstellen. Im Januar 1164 nahm Roger an der königlichen Ratsversammlung teil, während der die Bischöfe die sogenannten Constitutions of Clarendon und damit die juristische Oberhoheit des Königs anerkannten. Im Oktober 1164 nahm er an der Ratsversammlung in Northampton teil, wo er sich vorsichtig gegen einen Amtsverzicht von Becket aussprach. Nachdem Becket danach ins französische Exil geflohen war, gehörte Roger zu der königlichen Gesandtschaft, die wegen des Konflikts in Sens mit Papst Alexander III. verhandelte. Anscheinend gehörte er nun zu den Kritikern Beckets, wobei er bei den Verhandlungen selbst nur schweigend anwesend war und nicht das Wort ergriff. Erst nach seiner Rückkehr aus Frankreich erfolgte am 2. Februar 1165 seine Inthronisation als Bischof von Worcester. 
Im April 1166 informierte der Papst Bischof Roger, dass er Becket zum päpstlichen Legaten ernannt hatte. Damit waren die Bischöfe gegenüber Becket noch stärker zum Gehorsam verpflichtet und mussten vor ihm erscheinen, wenn er es wünschte. Zusammen mit seinem ehemaligen Lehrer Bischof Robert de Melun von Hereford sollte Roger die Bischöfe der benachbarten Diözesen sowie Bischof Gilbert Foliot von London über die Ernennung Beckets informieren. Ende 1166 informierten Roger und Robert de Melun den König, dass sie nach Frankreich reisen wollten, weil Becket es verlangte. Der König sorgte daraufhin dafür, dass sie England nicht verlassen konnten, und angeblich bestand sogar die Gefahr, dass er Roger wegen des Kontakts mit Becket als Verräter betrachtete. 

### Exil in Frankreich zwischen 1167 und 1172
Im November 1167 gehörte Roger zu den Prälaten, die für den König an den ergebnislosen Verhandlungen mit den päpstlichen Gesandten in Argentan in der Normandie teilnahmen. Danach befahl ihn Becket zu sich. Anscheinend blieb Roger dann in Frankreich außerhalb des Machtbereichs von Heinrich II. Er lebte im Kloster Marmoutier bei Tours, wohin er sich angeblich für geistliche Studien zurückgezogen hatte. Als er den Papst fragte, ob er in seine englische Diözese zurückkehren solle, antwortete ihm dieser, dass er dann vom König gezwungen werde, die für die Kirche unrechtmäßigen Constitutions of Clarendon zu akzeptieren. Daraufhin blieb Roger weiter in Frankreich. Trotz dieses freiwilligen Exils ließ Heinrich II. während seiner Abwesenheit nicht Rogers Besitzungen beschlagnahmen. Anscheinend konnte Roger jedoch nicht über seine Einkünfte aus England verfügen, denn er musste sich große Summen Geld leihen und lebte in relativ bescheidenen Verhältnissen. Gelegentlich suchte er den König auf, wenn dieser seine französischen Besitzungen besuchte. Dabei erregte er einmal den Zorn des Königs, als er den Kontakt mit exkommunizierten Höflingen Heinrichs vermeiden wollte. Der darüber erboste König wollte nun Roger befehlen, sein Reich zu verlassen. Seine Ratgeber rieten ihm jedoch davon ab. Sie wiesen den König darauf hin, dass Roger im Rahmen seines Amtes als Bischof loyal gegenüber dem König sei. Ihn zu vertreiben wäre ungerecht und hätte ihn weiter auf die Seite Beckets getrieben. Dazu hätte der Papst einen Anlass gehabt, weitere Sanktionen gegenüber dem König zu verhängen.
Im März 1170 bereitete Heinrich II. die Krönung seines ältesten Sohnes Heinrich der Jüngere zum Mitkönig vor. Die Krönung sollte Erzbischof Roger von York vornehmen, obwohl dieses Privileg Becket als Erzbischof von Canterbury zustand. Heinrich II. befahl Roger, der sich noch in Frankreich befand, persönlich, an der Krönung teilzunehmen. Roger wollte diesem Befehl folgen, obwohl ihm von Erzbischof Becket und vom Papst schriftlich verboten worden war, an der Krönung teilzunehmen. Daraufhin wurde er von Anhängern Beckets an der Überfahrt nach England gehindert. Der König bezichtigte ihn daraufhin des Verrats, beschimpfte ihn als unwürdig, ein Sohn von Robert, Earl of Gloucester, zu sein und drohte mit der Beschlagnahmung seiner Einkünfte. Roger reagierte heftig auf diese Anschuldigungen. Er antwortete dem König, dass die Krönung des jungen Heinrich zum Mitkönig unrechtmäßig und ein Verstoß gegen Gottes Ordnung sei. Heinrich selbst sei gegenüber den Söhnen von Robert undankbar. Er bot Heinrich an, die Güter seiner Diözese zu beschlagnahmen, doch dann hätte er neben den Gütern der Erzdiözese Canterbury und anderen Kirchengütern weitere Güter, die er unrechtmäßig in Besitz hielt. Dies würde sein Seelenheil gefährden. Diese Konfrontation beeinträchtigte jedoch nicht die friedlichen Verhandlungen zwischen den Gesandten des Königs und denen von Becket. Nachdem die Gesandten einen Ausgleich erreichen konnten, war Roger im Juli 1170 der einzige englische Bischof, der in Fréteval Zeuge der persönlichen Aussöhnung von König Heinrich II. und Erzbischof Becket war. Als Becket anschließend nach England zurückkehrte, blieb Roger weiter in Frankreich. Dort wurde er Ende Dezember 1170 von königlichen Rittern ermordet. Als er von dieser Tat erfuhr, begab sich Roger sofort mit weiteren Gesandten des Königs und mit drei Bischöfen aus der Normandie zum Papsthof, um die Tat zu entschuldigen und um Sanktionen gegen den König abzuwenden. Sie trafen jedoch erst in Rom ein, als bereits andere königliche Gesandte Verhandlungen geführt hatten. Daraufhin kehrte Roger nach England zurück. Anfang August 1171 besuchte er in Winchester zusammen mit König Heinrich II. ihren Cousin Bischof Heinrich von Blois, kurz bevor dieser starb. Vermutlich kehrte er dann wieder in die Normandie zurück. Im August 1172 begleitete er den jungen Heinrich bei dessen Überfahrt nach England, als dieser zu seiner erneuten Krönung als Mitkönig nach Winchester reiste.

### Dienst als päpstlicher Richter
Nach seiner Rückkehr nach England diente Roger häufig als beauftragter päpstlicher Richter in kirchlichen Streitfällen. In seinem Haushalt wurden dabei päpstliche Schreiben und Dekrete zu Kirchenrechtsfragen gesammelt und vervielfältigt. Nach Gerald von Wales bezeichnete Papst Alexander III. Roger und Bischof Bartholomew von Exeter als die bedeutendsten englischen Bischöfe, weshalb er sie mit Anhörungen zu kirchlichen Streitfragen betraute. Anscheinend war Roger tatsächlich der führende päpstliche Richter in England, der häufig auch mit Fällen betraut wurde, die andere päpstliche Richter nicht entscheiden mochten. Anscheinend bat Roger, dass er bei dieser verantwortungsvollen Arbeit entlastet werde, doch der Papst selbst bat ihn in einem Brief, weiter als Richter zu dienen, um ohne Rücksicht auf den Stand der Betroffenen Gerechtigkeit auszuüben. Durch Rogers Dienste gewann der Papst erheblichen Einfluss auf die englische Kirche, denn so konnten sich Geistliche direkt an den Papst wenden, der dann Roger mit der Untersuchung des Falls beauftragte. 

### Wirken als Bischof von Worcester
Wohl kurz nach seiner Inthronisation als Bischof 1165 hatte Roger eine Aufstellung des Grundbesitzes der Bischöfe von Worcester erstellen lassen. Eine unvollständige Abschrift davon ist im Red Book of Worcester aus dem 18. Jahrhundert erhalten geblieben. Durch seine Dienste als Richter und durch seine Verwicklung in den Streit zwischen dem König und Erzbischof Becket hatte Roger jedoch nur wenig Zeit, um sich um seine Diözese zu kümmern. Dabei gibt eine Abhandlung, die der Mönch Senatus aus Worcester im Auftrag Rogers verfasst hat, einen Einblick in sein Interesse an praktisch angewandter Theologie. Diese von Senatus verfasste Abhandlung über Absolution und Buße greift ein Thema auf, das damals an den Schulen in Paris und in anderen Schulen diskutiert wurde. Über Rogers sonstige Tätigkeit in seiner Diözese ist nur wenig bekannt. Vermutlich 1165 ließ er Ketzer verhaften, die von anderen Regionen in seine Diözese gekommen waren. Später ordnete er eine Untersuchung eines Kruzifixes in einer Pfarrkirche an, dem Wunder zugeschrieben wurden. Im Auftrag des Papstes versuchte er auch kirchliche Reformen umzusetzen. Dazu gehörte die Abschaffung der Heirat von Priestern, der Vererbbarkeit von Pfründen und der Einsetzung von Priestersöhnen in andere kirchliche Ämter. Er versuchte auch, die Ausbeutung von Vikaren zu verhindern, die für die Klöster, die das Patronatsrecht hatten, als Pfarrgeistliche eingesetzt wurden. Dabei versuchte er durchzusetzen, dass ihre Ernennung nicht jährlich, sondern für längerfristig erfolgte. Dazu sollten die Vikare einen festgelegten Anteil an den Einkünften ihrer Pfarrkirche erhalten. Gegenüber Great Malvern Priory konnte Roger erfolgreich seine bischöfliche Hoheit durchsetzen. Die St Oswalds Priory in Gloucester blieb jedoch trotz seiner Bemühungen als königliche Kapelle dem Erzbischof von York unterstellt. 1175 soll während eines Gottesdienstes mit Roger ein in Bau befindlicher Turm der Kathedrale von Worcester eingestürzt sein. Inmitten des einbrechenden Chaos soll Roger ungerührt betend am Altar geblieben sein. 
Nach 1172 hielt sich Roger nur noch selten am Königshof auf. Im Juli 1174 und im Mai 1175 wird er im Gefolge Heinrichs II. erwähnt, wobei er beim letzteren Anlass zugleich an einer von Erzbischof Richard von Canterbury einberufenen geistlichen Ratsversammlung teilnahm. Bei dieser Versammlung wurde beschlossen, die Heirat von Geistlichen und die Vererbbarkeit von Pfründen abzuschaffen, wie es Roger bereits seit 1164 aufgrund einer Anordnung des Papstes anstrebte. Im März 1176 nahm Roger an der kirchlichen Ratsversammlung in Westminster teil, bei der Erzbischof Roger von York das Primat des Erzbischofs von Canterbury in Frage stellte. Aufgrund des daraufhin entstandenen Tumultes wurde die Versammlung abgebrochen. König Heinrich II. war über das Verhalten von Richard von Canterbury höchst verärgert, wobei Roger seinen Zorn durch einen Scherz auf Kosten von Erzbischof Roger mildern konnte. Zusammen mit Bischof Bartholomew von Exeter sandte ihn der König Anfang 1177 zur in Verruf geratenen Amesbury Abbey in Wiltshire. Die Bischöfe setzten die Äbtissin ab, deren Verhalten als skandalös betrachtet wurde, und verteilten die Nonnen des Klosters auf andere englische Klöster. Damit machten sie den Weg frei, um das Kloster Amesbury Fontevrault, dem Familienkloster der Königsfamilie in Frankreich, zu unterstellen. Weihnachten 1178 war Roger noch einmal am Königshof in Winchester. Von dort reiste er im Februar 1179 mit Erzbischof Richard of Canterbury nach Frankreich, um weiter nach Rom zu reisen, wo sie am Dritten Laterankonzil teilnehmen wollten. Keiner der beiden Bischöfe erreichte jedoch Rom. Erzbischof Richard brach in Paris die Reise ab und kehrte nach England zurück. Roger erkrankte in Frankreich und starb einige Monate später im Kloster Marmoutier bei Tour. Möglicherweise starb er an einer Seuche, der auch Bischof Gilles I. du Perche von Évreux und Roger I. de Bailleul, der Abt des Klosters Le Bec, zum Opfer fielen. Entgegen dem Wunsch von König Heinrich II. ließen die Mönche von Marmoutier Roger in ihrem Kloster begraben, wie es angeblich der Wunsch von Roger gewesen war.
Zusammen mit seinem Bruder William, 2. Earl of Gloucester hatte Roger im Winter von 1166 bis 1167 Keynsham Priory gegründet, die zum Andenken an Williams als Jugendlicher verstorbenen Sohn Robert gestiftet wurde. Roger selbst stiftete dem Kloster die Einkünfte der reichen Kirche von Keynsham, über die er bereits seit vor seiner Wahl zum Bischof verfügen konnte.

## Zeitgenössische Bewertung
Rogers Zeitgenossen urteilten ausnahmslos positiv über Roger. Gerald von Wales zählte ihn zu den sechs besten englischen Bischöfen seiner Zeit, da er Nepotismus verhinderte, ein gerechter und weiser Richter war und dabei auch Mut bewies. Erzbischof Becket bemerkte, dass Roger trotz seiner hohen Geburt Reichtum verachtet hatte, und Abt Adam von Evesham, der häufig mit Roger als Richter tätig war, berichtet, dass Roger ständig von Reliquien umgeben war. Der Chronist Nigel of Canterbury bezeichnet ihn als ehrenwerte Ausnahme unter den Bischöfen, die der König unter seinen Beamten ausgesucht hatte. 